# Bonneviella naumovi
Bonneviella naumovi är en nässeldjursart som beskrevs av Antsulevich och Regel' 1986. Bonneviella naumovi ingår i släktet Bonneviella och familjen Bonneviellidae. Inga underarter finns listade i Catalogue of Life.